# Pseudosaproecius binasus
Pseudosaproecius binasus är en skalbaggsart som beskrevs av D'orbigny 1907. Pseudosaproecius binasus ingår i släktet Pseudosaproecius och familjen bladhorningar. Inga underarter finns listade i Catalogue of Life.